# Флахау
Флахау — містечко та громада в австрійській землі Зальцбург, гірськолижний курорт. Місто належить округу Санкт-Йоганн-ім-Понгау.
Флахау на мапі округу та землі.